# گورستان شاهی اور
گورستان شاهی اور یک مکان باستانی در جنوب عراق امروزی در استان ذی‌قار است. نخستین کاوش‌ها در اور در میانهٔ سال ۱۹۲۲ تا ۱۹۳۴ زیر نظر لئونارد وولی از سوی موزه بریتانیا، دانشگاه پنسیلوانیا و موزهٔ باستانشناسی و انسان‌شناسی فیلادلفیا، پنسیلوانیا صورت گرفت.

## شناسایی
فرایند شناسایی و کاوش در ۱۹۲۲ به دستور وولی با کندن شکاف‌های آزمایشی برای شناسایی محدودهٔ شهر باستانی آغاز شد. در یکی از شکاف‌های کنده شده که ظاهراً تهی بود، لئونارد وولی دستور داد تا عمیق‌تر کنده شود؛ پس از آن گلدان‌هایی از گل رس، کاسه‌هایی از سنگ آهک، اجسام برنزی کوچک و تسبیه پیدا شد. وولی فرض کرد که احتمالاً می‌تواند تسبیه‌های طلایی پیدا کند از این رو برای تشویق کارگران به کندن بیشتر به آنها پیشنهاد پول داد. اما کارگران طلاهای یافته شده را فروختند و با پولی که از وولی دریافت کردند مجبور به خرید دوبارهٔ طلاها شدند.
بی صداقتی کارگران یک مشکل بود اما تنها مشکل در کاوش‌ها نبود؛ محلی‌ها تجربه قبلی در باستان‌شناسی نداشتند این مسئله باعث شد تا وولی پروژه را چهار سال نیمه کاره رها کند تا هنگامی که کارگران دانش و تجربهٔ کافی در کاوش‌های باستان‌شناسی را پیدا کنند. همچنین دانش باستان‌شناسی هنوز در گام‌های نخست خود بود و چندان پیشرفت نکرده بود. اجسام زرین پیدا شده به یک اهل فن نشان داده شد و او سن آنها را مربوط به پایان دورهٔ بابلی‌ها (۷۰۰ پیش از میلاد) برآورد کرد در حالی که سن واقعی آنها مربوط به ۲۳۰۰ پیش از میلاد دورهٔ سارگن بزرگ است.
در گورستان اور بیش از ۲۰۰۰ تن به خاک سپرده شده‌اند که وولی ۱۶ تن از آنها را از خانوادهٔ شاهی می‌داند. تشخیص او از روی بزرگی سازه و گوناگونی اجسام و کالاهای ارزشمند موجود در اتاقک هر آرامگاه صورت گرفته‌است.

## ویژگی‌ها

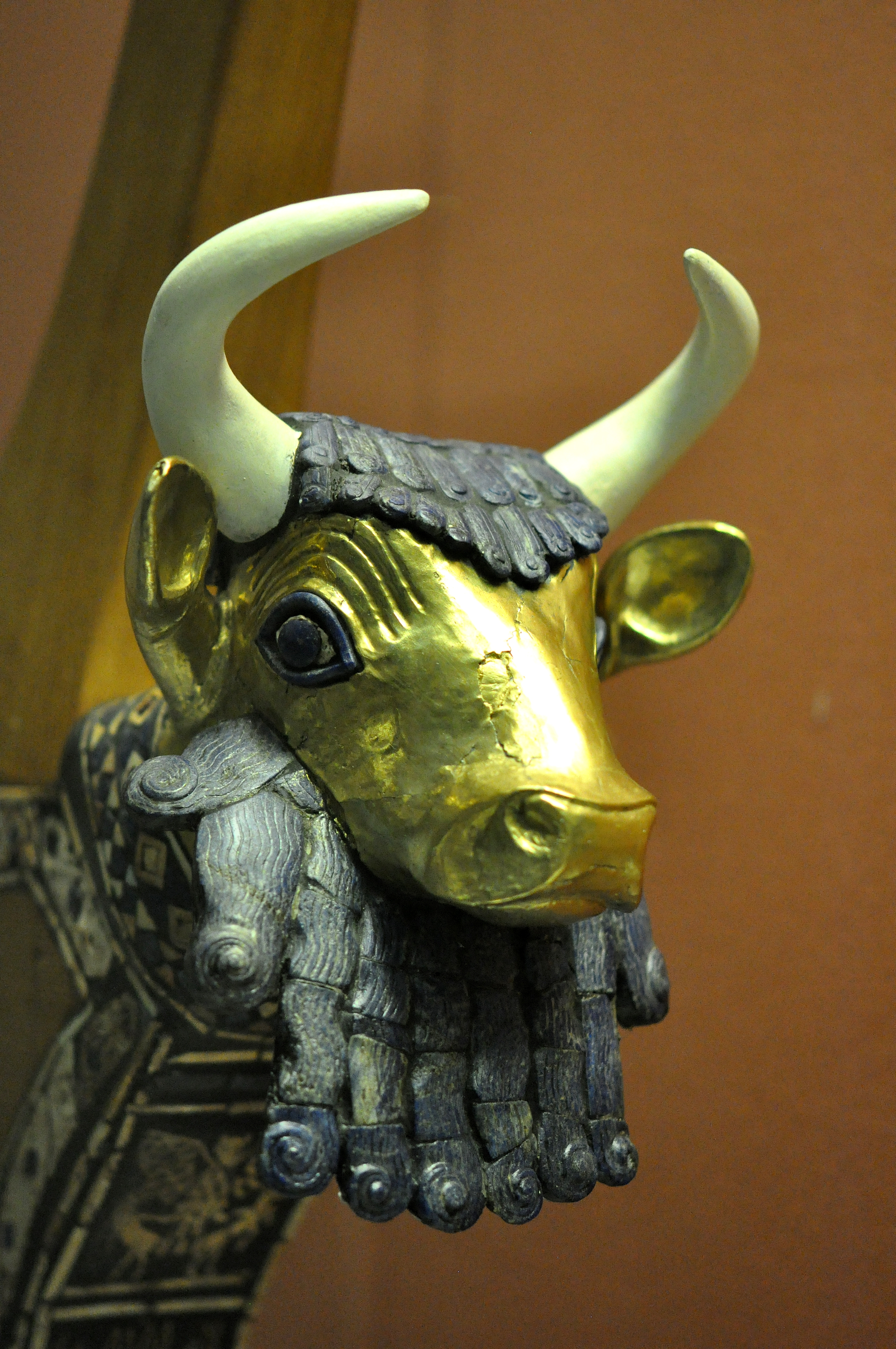
تندیس سر گاو، پیداشده در آرامگاه شهبانو پوآبی، موزهٔ بریتانیا

این گورستان دست کم سیصد سال در حال ساخت بوده که به نیمهٔ دوم هزارهٔ سوم پیش از میلاد بازمی‌گردد. بیشتر آرامگاه‌ها فردی است و اجساد مرد و زن به همراه متعلقات شان در آنجا دفن اند که نشان می‌دهد آن فرد ثروتمند بوده یا فقیر.
وولی در آغاز ۱۸۵۰ گور شناسایی کرد بعدها ۲۶۰ گور دیگر به آنها افزوده شد. با این حال ۱۶ مورد از آن‌ها در نظر وولی ویژه بود. این ۱۶ مورد از دید سازه، ثروت و آیین دفن با دیگران متفاوت بودند از این رو وولی تصور کرد که این موردهای ویژه ممکن است از خاندان شاهی بوده باشند. به همراه جسد چیزهای دیگری دفن شده که برای آسایش در زندگی پس از مرگ کافی باشد. هنگامی که بزرگی می‌میرد او را دفن می‌کنند و دیگران که زیردست اند باید به احترام او قربانی شوند و همان‌جا به خاک سپرده شوند.

### مراسم خاکسپاری
در یک آرامگاه می‌شد از ۶ تا هفتاد هشتاد جسد دفن یافت. شرکت کنندگان در خاک‌سپاری در ردیف‌های منظم در میانهٔ گودال مرگ میان اتاقک‌ها آرمیده‌اند هنوز روشن نیست که آنها همان‌جا دراز کشیده و کشته شده‌اند یا پس از مرگ به آنجا آورده شده‌اند. جسد اصلی بر روی یک قالیچهٔ کوچک از جنس شاخ و برگ قرار می‌گیرد. جلوی درب برخی آرامگاه‌ها جنازه‌های مردانی با کلاه-خود و نیزه است که انگار از درون آرامگاه که جنازهٔ زنها قرار دارد نگهبانی می‌کند.